# Xantho (género)
Xantho es un género de crustáceo decápodo de la familia Xanthidae, que incluye cinco especies vivientes, todas distribuidas entre el noreste del océano Atlántico y el mar Mediterráneo:
- Xantho granulicarpus Forest, 1953
- Xantho hydrophilus (Herbst, 1790)
- Xantho pilipes A. Milne-Edwards, 1867
- Xantho poressa (Olivi, 1792)
- Xantho sexdentatus (Miers, 1881)